# Aleš Graf
Aleš Graf (* 27. března 1972 Ústí nad Labem) je český podnikatel a jediný akcionář Centropol Holdingu a.s. a mateřské firmy Centropol Energy a.s., která je jedním z nejvýznamnějších dodavatelů elektřiny a plynu v České republice, dlouhodobě má v péči kolem 300 000 odběrných míst z řad domácností, firem a institucí. Časopis Forbes odhadl Grafův majetek v roce 2024 na 4 miliardy korun a ústeckého podnikatele zařadil na 100. místo žebříčku českých miliardářů.

## Podnikatelská kariéra
Podnikat začal po skončení střední školy v roce 1991, kdy mu bylo 18 let. V průběhu 90. let podnikal v oboru nemovitostí a informačních technologií. V roce 1996 založil Centropol Holding a.s. a v prosinci roku 2002 založil společnost Centropol Energy, která se stala jedním z prvních alternativních dodavatelů elektřiny a později plynu koncovým zákazníkům v České republice. Dodávky energií koncovým odběratelům rozšířil v září 2013 o služby mobilního virtuálního operátora. V roce 2022 vykázala společnost s tržbami 10,8 miliardy korun zisk EBITA 784 milionů korun. Od roku 2013 se firma Aleše Grafa Centropol Energy pravidelně umísťuje v žebříčku nejvýznamnějších českých firem CZECH TOP 100. Pravidelné nabídky k odkupu firmy dlouhodobě odmítá.
Aleš Graf pobývá část roku na Floridě, ve Spojených státech, kde podniká v oblasti rezidenčního developerství.

## Vzdělání
Vystudoval ekonomiku na Univerzitě Jana Evangelisty Purkyně v Ústí nad Labem, obor podnikové ekonomie a managementu, později absolvoval studium programu MBA na Prague International Business School.

## Osobní život
Aleš Graf se narodil v Ústí nad Labem, kde dodnes mají jeho firmy sídlo. Je ženatý s operní pěvkyní Lenkou Graf a má s ní dvě děti, se kterými žije střídavě v České republice a v USA.

## Dobročinnost
Aleš Graf a jeho společnosti dlouhodobě spolupracují s českými nadacemi. V létě 2017 založil s manželkou Lenkou Graf za účelem podpory sociální sféry, zdraví, zdravotní péče, vzdělávání, kulturních a volnočasových aktivit Nadační fond Energie pomáhá. Fond je financován výlučně z příspěvků společnosti Centropol, kterou vlastní.